# Buck Washington
Buck Washington (* 16. Oktober 1903 in Louisville (Kentucky) als Ford Lee Washington; † 31. Januar 1955 in New York City) war ein US-amerikanischer Jazz-Pianist, Sänger und Tänzer. Er wurde zusammen mit John Bubbles als Duo Buck and Bubbles bekannt. 

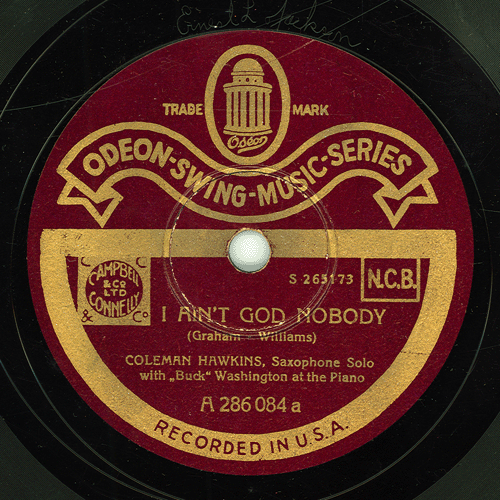
In Europa erschienene 78er von Coleman Hawkins mit Buck Washington – I Ain't Got Nobody, Aufnahme vom 8. März 1934

## Leben und Wirken
Buck Washington stand schon von Kindesbeinen als Tänzer auf der Bühne und begann seine Karriere 1917 als Partner des Tänzers John Bubbles, die gemeinsam das Team Buck and Bubbles bildeten und in Theatern und im Vaudeville auftraten. Die beiden tourten in den 1930er Jahren zusammen durch Europa und hatten Auftritte in verschiedenen Filmen wie Ein Häuschen im Himmel und A Song Is Born. In den 30ern erwarb sich Washington eine Reputation als von Earl Hines beeinflusster Pianist und nahm Schallplatten mit Louis Armstrong auf, wie 1930 ein Trompeten-Piano-Duett von Dear Old Southland und mit Armstrongs Orchester My Sweet. 
1933 wirkte er bei der letzten Aufnahmesession der Bluessängerin Bessie Smith mit und nahm 1934 Duos mit Coleman Hawkins auf (I Ain't Got Nobody, It Sends Me und On the Sunny Side of the Street). In diesem Jahr spielte er auch ein Klavier-Solo ein (Old Fashioned Love). Buck and Bubbles nahmen 1933 und 1936 mehrere Titel im Duo auf; 1936 auch vier Songs mit Bandbegleitung. 1953 trennten sich die beiden; Washington arbeitete noch einige Zeit mit Jonah Jones zusammen, als sie den Komiker Timmie Rogers begleiteten.
Buck Washington starb 1955 im Alter von 51 Jahren in New York. 